# Stazione meteorologica di Floresta
La stazione meteorologica di Floresta è la stazione meteorologica di riferimento relativa alla località di Floresta.

## Coordinate geografiche
La stazione meteo si trova nell'Italia insulare, in Sicilia, in provincia di Messina, nel comune di Floresta, a 1.250 metri s.l.m. e alle coordinate geografiche 37°59′N 14°55′E.

## Dati climatologici
In base alla media trentennale di riferimento 1961-1990, la temperatura media del mese più freddo, gennaio, si attesta a +1,2 °C; quella del mese più caldo, agosto, è di +18,4 °C .
| Floresta           | Mesi | Mesi | Mesi | Mesi | Mesi | Mesi | Mesi | Mesi | Mesi | Mesi | Mesi | Mesi | Stagioni | Stagioni | Stagioni | Stagioni | Anno |
| Floresta           | Gen  | Feb  | Mar  | Apr  | Mag  | Giu  | Lug  | Ago  | Set  | Ott  | Nov  | Dic  | Inv      | Pri      | Est      | Aut      | Anno |
| ------------------ | ---- | ---- | ---- | ---- | ---- | ---- | ---- | ---- | ---- | ---- | ---- | ---- | -------- | -------- | -------- | -------- | ---- |
| T. max. media (°C) | 3,9  | 5,1  | 7,5  | 10,7 | 15,4 | 20,5 | 23,3 | 23,5 | 19,4 | 14,0 | 9,6  | 5,9  | 5,0      | 11,2     | 22,4     | 14,3     | 13,2 |
| T. min. media (°C) | −1,5 | −1,3 | 0,3  | 2,7  | 6,6  | 10,9 | 12,8 | 13,3 | 10,8 | 7,0  | 3,4  | 0,1  | −0,9     | 3,2      | 12,3     | 7,1      | 5,4  |